# 대한민국의 케이블 텔레비전
대한민국의 케이블 텔레비전은 1995년 3월 1일부터 종합유선방송을 시작으로 도입된 방송으로서, 채널 선택의 다양성으로 시청자의 만족도를 높이고자 시작한 새로운 형태의 방송 시장이다.
1995년 본방송 개국 당시에는 30개 채널에 불과하였으나, 2000년대에 급격히 증가하였고, 2010년대 이후에는 200여 개 채널로 크게 늘어났다.

## 연혁
- 1989년 위성방송 개시
- 1991년 4월 15일 서울 일부 지역서 시험방송 개시[2]
- 1994년 4월 20일 한국케이블TV방송협회 설립.
- 1995년 1월 5일 전국 32곳에서 시험방송 개시
- 1995년 3월 1일 본방송 개시(24개 PP, 48개 SO) 케이블TV 위성방송 채널안내
- 2004년 디지털케이블TV 시험방송 시범서비스
- 2005년 디지털케이블TV 상용 서비스 개시 /디지털케이블TV 방송 시작
- 2007년 케이블 PP.SO SD 방송채널 개시 PP.SO HD 방송채널 개시 아날로그케이블 디지털케이블SD전환/HD방송 개시
- 2014년 아날로그케이블 디지털 알뜰형 개시 디지털케이블SD/HD
- 2015년 기존 아날로그케이블TV 디지털 알뜰형 디지털케이블TV SD/HD /UHD

## 회원사
- 방송채널사용사업자 (Program Provider, PP)[3]
- 종합유선방송사업자 (System Operator, SO)
- 전송망사업자 (Network Operator, NO)

### PP
| - NXT (스카이라이프: 73, 지니TV: 113, Btv: 62, U+tv: 141) [15세이상·12세이상·19금] - Ball TV (지니TV: 255, Btv: 970, U+tv: 126) [15세이상·12세이상·19금] - BBS 불교방송TV (스카이라이프: 180, 지니TV: 232, Btv: 296, U+tv: 276) - BTN불교TV (스카이라이프: 181, 지니TV: 233, Btv: 295, U+tv: 275) [15세이상] - CBS TV (스카이라이프: 182, 지니TV: 238, Btv: 290, U+tv: 270) - CGN (지니TV: 237, Btv: 292, U+tv: 271) - CMTV (지니TV: 237, Btv: 292, U+tv: 272) - CJ온스타일 (스카이라이프·U+tv: 8, 지니TV·Btv: 6) - CJ온스타일플러스 (스카이라이프: 22, 지니TV: 38, Btv: 2, U+tv: 32) - CMC TV (스카이라이프: 92, 지니TV·Btv: 94, U+tv: 97) [15세이상·12세이상] - CNTV (스카이라이프: 47, 지니TV: 68, Btv: 43, U+tv: 63) [15세이상] - cpbc 가톨릭평화방송TV (스카이라이프: 184, 지니TV: 231, Btv: 297, U+tv: 274) [12세이상] - CTS기독교TV (스카이라이프: 183, 지니TV: 236, Btv: 291, U+tv: 269) - C채널 (지니TV: 235, Btv: 294, U+tv: 272) - EBS English (스카이라이프: 482, 지니TV: 973, Btv: 194, U+tv: 342) - EBS 키즈 (지니TV: 983, Btv: 188, U+tv: 312) [12세이상·7세이상] - EBS 플러스 1 (스카이라이프: 480, 지니TV: 972, Btv: 195, U+tv: 340) - EBS 플러스 2 (스카이라이프: 481, 지니TV: 971, Btv: 196, U+tv: 341) - ENA (스카이라이프·지니TV: 1, Btv: 24, U+tv: 72) [15세이상·12세이상] - ENA 드라마 (스카이라이프·지니TV: 36, Btv: 46, U+tv:73) [15세이상·12세이상·19금] - ENA 스토리 (스카이라이프: 51, 지니TV: 72, Btv: 115, U+tv: 90) [15세이상·12세이상·19금] - ENA 플레이 (스카이라이프: 510, 지니TV: 999, Btv: 103, U+tv: 62) [15세이상·12세이상] - ETN (Btv: 117) [15세이상·12세이상] - EYTV (Btv: 267, U+tv: 257) [15세이상·12세이상] - E Like (스카이라이프: 147, 지니TV: 265, Btv: 61, U+tv: 92) [15세이상·12세이상] - E채널 (스카이라이프: 44, 지니TV: 998, Btv: 36, U+tv: 76) [15세이상·12세이상] - FTV (스카이라이프·U+tv: 121, 지니TV: 120, Btv: 223) [15세이상] - GMTV (지니TV: 142, Btv: 201, U+tv: 152) [15세이상·12세이상·19금] - GOOD TV (스카이라이프: 186, 지니TV: 234, Btv: 293, U+tv: 273) [12세이상] - GS마이샵 (스카이라이프: 28, 지니TV: 0, Btv: 31, U+tv: 30) - GS샵 (스카이라이프: 10, 지니TV: 8, Btv: 12, U+tv: 6) - GTV (스카이라이프: 55, 지니TV: 67, Btv: 113, U+tv: 87) [15세이상·19금] - HQ+ (스카이라이프: 108, 지니TV: 77, Btv: 47, U+tv: 75) [15세이상] - IB 스포츠 (스카이라이프: 210, 지니TV: 53, Btv: 979, U+tv: 113 [15세이상] - JEI English TV (지니TV: 975, Btv: 192, U+tv: 343) [15세이상·12세이상·7세이상] - JEI 재능TV (스카이라이프: 485, 지니TV: 986, Btv: 186, U+tv: 323) [12세이상·7세이상] - TBC Golf (스카이라이프: 204, 지니TV: 56, Btv: 976, U+tv: 100) - JTBC GOLF (스카이라이프: 206, 지니TV: 56, Btv: 976, U+tv: 101) - JTBC 골프&스포츠 (스카이라이프: 208, 지니TV: 61, Btv: 975, U+tv: 102) [15세이상] - JTBC2 (스카이라이프: 45, 지니TV: 39, Btv: 48, U+tv: 40) [15세이상] - JTBC4 (스카이라이프: 91, 지니TV: 75, Btv: 55, U+tv: 88) [15세이상] - KBS N 스포츠 (스카이라이프: 203, 지니TV: 59, Btv: 985, U+tv: 105) [15세이상·12세이상] - KBS 드라마 (스카이라이프: 34, 지니TV: 35, Btv: 30, U+tv: 31) [15세이상·12세이상] - KBS 라이프 (스카이라이프: 116, 지니TV: 158, Btv: 253, U+tv: 184) [15세이상·12세이상] - KBS 스토리 (스카이라이프: 87, 지니TV: 83, Btv: 58, U+tv: 74) [15세이상·12세이상] - KBS 조이 (스카이라이프: 27, 지니TV: 41, Btv: 53, U+tv: 1) [15세이상·12세이상] - KBS 키즈 (스카이라이프: 492, 지니TV: 984, Btv: 178, U+tv: 321) [15세이상·12세이상·7세이상] - KFN (스카이라이프: 163, 지니TV: 101, Btv: 263, U+tv: 244) [15세이상·12세이상] - KTV (스카이라이프: 164, IPTV - 지니TV·Btv·U+tv: 64) [15세이상·12세이상] - KT알파 쇼핑 (스카이라이프: 14, 지니TV: 12, Btv: 22, U+tv: 2) - K-바둑 (스카이라이프: 140, 지니TV: 123, Btv: 221, U+tv: 131) - K-STAR (스카이라이프: 509, 지니TV: 87, Btv: 68, U+tv: 79) [15세이상·12세이상·19금] - MBC M (스카이라이프: 112, 지니TV: 137, Btv: 105, U+tv: 91) [15세이상·12세이상] - MBC 드라마넷 (스카이라이프: 40, 지니TV: 31, Btv: 32, U+tv: 35) [15세이상·12세이상] - MBC 스포츠플러스 (스카이라이프: 205, 지니TV: 60, Btv: 983, U+tv: 106) - MBC 에브리원 (스카이라이프·지니TV·U+tv: 29, Btv: 990) [15세이상·12세이상] - MBC 온 (스카이라이프: 59, 지니TV: 80, Btv: 41, U+tv: 69) [15세이상] - MBCNET (스카이라이프: 138, 지니TV: 164, Btv: 247, U+tv: 177) [15세이상·12세이상] - MBN플러스 (스카이라이프: 111, 지니TV: 99, Btv: 98, U+tv: 85) [15세이상·12세이상·19금] - MGTV (스카이라이프: 98, 지니TV: 157, Btv: 260, U+tv: 247) [15세이상·12세이상] - MTN 머니투데이방송 (스카이라이프·Btv: 152, 지니TV: 181, U+tv: 163) - MX (스카이라이프: 119, Btv: 99, U+tv: 123) [15세이상·12세이상] - NBNTV (지니TV: 285, Btv: 157, U+tv: 169) [15세이상] - NBS 한국농업방송 (스카이라이프: 135, 지니TV: 100, Btv: 261, U+tv: 180) [15세이상·12세이상] - NS샵플러스 (스카이라이프·Btv: 35, 지니TV: 42, U+tv: 41) - OBS W (스카이라이프: 136, 지니TV: 81, Btv: 246, U+tv: 181) [15세이상·12세이상·19금] - OCN (스카이라이프: 52, 지니TV: 33, Btv: 73, U+tv: 44) [15세이상·12세이상·19금] - OCN Movies (스카이라이프: 61, 지니TV: 48, Btv: 72, U+tv: 45) [15세이상·12세이상·19금] - OCN Movies 2 (스카이라이프: 64, 지니TV: 76, Btv: 74, U+tv: 51) [15세이상·12세이상·19금] - OGN (Btv: 236, U+tv: 119) [15세이상·12세이상·19금] - ONN 닥터TV (지니TV: 262, Btv: 270) [15세이상·12세이상] | - ONT (스카이라이프: 143, 지니TV: 170, Btv: 225) [15세이상·12세이상] - OUN 방송대학TV (스카이라이프: 167, 지니TV: 160, Btv: 266, U+tv: 242) - RNA (지니TV: 267, U+tv: 191) [15세이상·12세이상] - RTV (케이블 채널 - Btv 케이블: 214) [15세이상·12세이상] - SBS M (스카이라이프: 113, 지니TV: 136, Btv: 200, U+tv: 158) [15세이상·12세이상] - SBS 골프 (스카이라이프: 207, 지니TV: 57, Btv: 977, U+tv: 100) - SBS 골프 2 (스카이라이프: 219, 지니TV: 62, Btv: 972, U+tv: 99) - SBS Biz (스카이라이프·지니TV: 25, Btv: 26, U+tv: 27) [15세이상·12세이상] - SBS 스포츠 (스카이라이프: 204, 지니TV: 58, Btv: 984, U+tv: 104) - SBS funE (스카이라이프·U+tv: 38, 지니TV: 43, Btv: 51) [15세이상·12세이상] - SBS 플러스 (스카이라이프: 32, 지니TV: 37, Btv: 28, U+tv: 33) [15세이상·12세이상] - SBS LIFE (스카이라이프: 88, 지니TV: 66, Btv: 54, U+tv: 59) [15세이상·12세이상] - SBS F!L UHD (스카이라이프: 129, 지니TV: 155, Btv: 124, U+tv: 976) [15세이상] - SK스토아 (스카이라이프: 33, IPTV - 지니TV·Btv·U+tv: 17) - SMT 스포츠 (Btv: 968) [15세이상·12세이상] - STB 상생방송 (스카이라이프: 185, 지니TV: 241, Btv: 298, U+tv: 277) - STN (지니TV: 131, U+tv: 125) [15세이상] - TBS TV (지니TV: 214, Btv: 244, U+tv: 245) [15세이상·12세이상] - TLC여행레저채널 (스카이라이프: 149) [15세이상·12세이상] - tvN (스카이라이프: 20, IPTV - 지니TV·Btv·U+tv: 3) [15세이상·12세이상·19금] - tvN DRAMA (스카이라이프: 43, 지니TV: 45, Btv: 56, U+tv: 80) [15세이상·12세이상] - tvN SHOW (스카이라이프: 46, 지니TV: 40, Btv: 90, U+tv: 98) [15세이상·12세이상] - tvN STORY (스카이라이프: 41, 지니TV: 21, Btv: 34, U+tv: 42) [15세이상·12세이상] - tvN SPORTS (스카이라이프: 220, 지니TV: 54, Btv: 978, U+tv: 116) [15세이상] - TV아시아 플러스 (지니TV: 117) [15세이상·12세이상] - TV조선2 (스카이라이프: 109, 지니TV: 69, Btv: 91, U+tv: 82) [15세이상] - TV조선3 (지니TV: 168, Btv: 109, U+tv: 159) [15세이상] - UHD Dream TV (스카이라이프: 131, 지니TV: 154, Btv: 121, U+tv: 975) [15세이상·12세이상·19금] - UMAX (스카이라이프: 132, 지니TV: 153, Btv: 123, U+tv: 974) [15세이상·12세이상·19금] - UXN (스카이라이프: 128, 지니TV: 150, Btv: 120, U+tv: 977) [15세이상·12세이상·19금] - WBS 원음방송TV (스카이라이프: 187, 지니TV: 239, Btv: 299, U+tv: 278) - WeeTV (지니TV: 254) [15세이상·12세이상·19금] - W쇼핑 (스카이라이프: 2, 지니TV: 34, Btv: 37, U+tv: 28) - YCN유림방송 (지니TV: 240) [15세이상] - YTN 사이언스 (스카이라이프: 126, 지니TV: 175, Btv: 240, U+tv: 25) [15세이상·12세이상] - YTN2 (스카이라이프: 90, 지니TV: 159, Btv: 243, U+tv: 145) [15세이상·12세이상] - 가요TV (지니TV: 143, U+tv: 153) [15세이상·12세이상] - 골프앤PBA (스카이라이프: 218, 지니TV: 55, Btv: 973, U+tv: 117) [15세이상] - 공영쇼핑 (스카이라이프·Btv: 21, 지니TV: 22, U+tv: 20) - 국악방송TV (지니TV: 251, Btv: 268, U+tv: 189) [15세이상·12세이상] - 국회방송 (스카이라이프: 165, IPTV - 지니TV·Btv·U+tv: 65) | - 나우제주TV (스카이라이프: 192, 지니TV: 162, Btv: 249, U+tv: 185) [15세이상·12세이상] - 나인컬러스 (스카이라이프: 191, 지니TV: 163, Btv: 248, U+tv: 178) [15세이상·12세이상] - 뉴트로TV (지니TV: 138, Btv: 269) [15세이상·12세이상] - 다문화TV (스카이라이프: 190, 지니TV: 97, Btv: 119, U+tv: 148) [15세이상] - 대교 뉴이프 플러스 (지니TV: 981, Btv: 189, U+tv: 304) [15세이상·12세이상] - 대교어린이TV (스카이라이프: 488, 지니TV: 987, Btv: 185, U+tv: 322) [15세이상·12세이상·7세이상] - 더라이프 (스카이라이프: 107, 지니TV: 50, Btv: 67, U+tv: 0) [15세이상·12세이상] - 더라이프2 (지니TV: 266, Btv: 96, U+tv: 39) [15세이상·12세이상] - 더무비 (스카이라이프: 70, 지니TV: 104, Btv: 79, U+tv: 49) [15세이상·12세이상·19금] - 동아TV (스카이라이프: 146, 지니TV: 82, Btv: 114, U+tv: 86) [15세이상·12세이상·19금] - 드라마큐브 (스카이라이프·Btv: 49, 지니TV: 46, U+tv: 71) [15세이상·12세이상] - 드라맥스 (스카이라이프: 48, 지니TV: 47, Btv: 38, U+tv: 70) [15세이상·12세이상] - 드림웍스 채널 (지니TV: 962, Btv: 179, U+tv: 309) - 디마TV (지니TV: 225, Btv: 264) [15세이상·12세이상] - 디스토리TV (지니TV: 264) [15세이상·12세이상·19금] - 디원TV (스카이라이프: 56, 지니TV: 89, Btv: 45, U+tv: 66) [15세이상] - 딜사이트경제TV (지니TV: 263, Btv: 168, U+tv: 172) - 라이프타임 (스카이라이프: 86, 지니TV: 78, Btv: 97, U+tv: 83) [15세이상] - 롯데원TV (스카이라이프: 31, 지니TV: 32, Btv: 33, U+tv: 36) - 롯데홈쇼핑 (스카이라이프: 12, 지니TV: 4, Btv·U+tv: 10) - 리빙TV (지니TV: 276, Btv: 230, U+tv: 192) - 리얼TV (스카이라이프: 133, 지니TV: 161, Btv: 245, U+tv: 179) [15세이상·12세이상] - 마운틴TV (스카이라이프: 122, 지니TV: 128, Btv: 227, U+tv: 129) [15세이상·12세이상] - 매일경제TV (스카이라이프: 95, 지니TV: 182, Btv: 153, U+tv: 164) - 맥스포츠 (스카이라이프: 215, 지니TV: 167, Btv: 969) [15세이상] - 메디컬TV (스카이라이프: 139, 지니TV: 171) [15세이상·12세이상] - 메조라이브 (U+tv: 232) [15세이상] - 바둑TV (스카이라이프: 141, 지니TV: 122, Btv: 220, U+tv: 130) - 법률방송 (지니TV: 213, Btv: 262, U+tv: 250) [15세이상] - 복지TV (스카이라이프: 188, IPTV - 지니TV·Btv·U+tv: 199) [15세이상] - 볼링플러스 (U+tv: 128) [15세이상] - 붐TV (지니TV: 147, Btv: 107, U+tv: 160) [12세이상] - 브라보키즈 (지니TV: 980, Btv: 187, U+tv: 320) [15세이상·12세이상·7세이상] - 브레인TV (스카이라이프: 142, 지니TV: 126, Btv: 222, U+tv: 132) (15세이상) - 빌리어즈TV (스카이라이프: 211, 지니TV: 127, Btv: 231, U+tv: 118) [15세이상] - 뽀요TV (스카이라이프: 496, 지니TV: 976, Btv: 183, U+tv: 305) - 사회안전방송 (지니TV: 278) - 생활체육TV (스카이라이프: 161, 지니TV: 132, Btv: 233, U+tv: 124) [15세이상·12세이상] - 서울경제TV (스카이라이프·Btv: 156, 지니TV: 184, U+tv: 167) - 소상공인시장TV (지니TV: 223, Btv: 257, U+tv: 246) [15세이상] - 쇼핑엔티 (스카이라이프: 24, 지니TV: 30, Btv: 29, U+tv: 37) - 스마일TV 플러스 (스카이라이프: 115, 지니TV: 84, Btv: 104) [15세이상·12세이상·19금] - 스카이UHD (스카이라이프: 127, 지니TV: 152, U+tv: 971) [15세이상·12세이상·19금] - 스카이가이드 (스카이라이프: 505) [15세이상] - 스카이 스포츠 (스카이라이프: 202, 지니TV: 70, Btv: 980, U+tv: 112) [15세이상] - 스카이지역방송 (스카이라이프: 125) [15세이상·12세이상] - 스크린 (스카이라이프: 66, 지니TV: 106, Btv: 75, U+tv: 46) [15세이상·19금] - 스크린골프존 (지니TV: 133, Btv: 971, U+tv: 115) [15세이상·12세이상] | - 스토리TV (지니TV: 134, Btv: 116, U+tv: 93) [15세이상·12세이상] - 스포TV (스카이라이프: 200, 지니TV: 51, Btv: 986, U+tv: 107) - 스포TV K (스카이라이프: 148, 지니TV: 135, U+tv: 81) [15세이상] - 스포TV 골프앤헬스 (지니TV: 63, Btv: 974, U+tv: 103) [15세이상] - 스포TV2 (스카이라이프: 201, 지니TV: 52, Btv: 982, U+tv: 108) - 슬로우TV (지니TV: 256, Btv: 127) [15세이상·12세이상] - 시네마천국 (스카이라이프: 504, 지니TV: 49, Btv: 84, U+tv: 58) [15세이상·12세이상·19금] - 시니어TV (지니TV: 222, Btv: 252, U+tv: 188) [15세이상·12세이상·19금] - 신세계쇼핑 (스카이라이프: 15, 지니TV: 20, Btv: 19, U+tv: 21) - 실버아이TV (스카이라이프: 118, 지니TV: 144, Btv: 251, U+tv: 186) [15세이상·12세이상·19금] - 씨네프 (스카이라이프: 68, 지니TV: 118, Btv: 78, U+tv: 47) [15세이상·19금] - 아시아M (스카이라이프: 67, 지니TV: 90, Btv: 80, U+tv: 55) [15세이상·12세이상·19금] - 아시아N (스카이라이프: 54, 지니TV: 73, Btv: 63, U+tv: 138) [15세이상] - 아시아UHD (스카이라이프: 130, 지니TV: 151, Btv: 122, U+tv: 973) [15세이상·12세이상·19금] - 아이넷TV (스카이라이프: 99, 지니TV: 92, Btv: 202, U+tv: 150) [15세이상] - 아이넷라이프 (지니TV: 148, Btv: 204, U+tv: 154) [15세이상] - 아이쇼 (Btv: 205, U+tv: 156) [15세이상·12세이상] - 아이플레이 (Btv: 235, U+tv: 190) [15세이상·12세이상] - 아프리카TV (지니TV: 129, Btv: 234, U+tv: 120) [15세이상·12세이상] - 애니맥스 (스카이라이프: 486, 지니TV: 995, Btv: 172, U+tv: 326) [15세이상·12세이상·7세이상·19금] - 애니박스 (스카이라이프: 490, 지니TV: 993, Btv: 177, U+tv: 327) [15세이상·12세이상·7세이상] - 애니원 (스카이라이프: 497, 지니TV: 994, Btv: 173, U+tv: 325) [15세이상·12세이상·7세이상] - 애니플러스 (스카이라이프: 484, 지니TV: 990, Btv: 176, U+tv: 328) [15세이상·12세이상·7세이상·19금] - 에듀TV (지니TV: 970, Btv: 197, U+tv: 344) - 에이플드라마 (지니TV: 109, Btv: 140) [15세이상·12세이상] - 엑스원 (스카이라이프: 117, 지니TV: 156, Btv: 241, U+tv: 174) [15세이상·12세이상] - 엔터TV (지니TV: 96, Btv: 100, U+tv: 135) [15세이상] - 엠넷 (스카이라이프: 39, 지니TV·Btv: 27, U+tv: 22) [15세이상·12세이상] - 엠플렉스 (스카이라이프: 71, 지니TV: 103, Btv: 77, U+tv: 48) [15세이상·12세이상·19금] - 엣지TV (스카이라이프: 58, 지니TV: 79, Btv: 44, U+tv: 67) [15세이상] - 연합뉴스TV JOB (스카이라이프: 189, 지니TV: 172, Btv: 258, U+tv: 251) - 연합뉴스경제TV (스카이라이프: 157, 지니TV: 187, Btv: 167, U+tv: 171) - 오라이프 (스카이라이프: 50, 지니TV: 86, Btv: 226, U+tv: 127) [15세이상·12세이상] - 오르페오 (스카이라이프: 304, 지니TV: 139, Btv: 207, U+tv: 231) [15세이상] - 원스 (스카이라이프: 42, 지니TV: 88, Btv: 57, U+tv: 133) [15세이상·12세이상] - 월드클래식무비 (스카이라이프: 72, 지니TV: 91, Btv: 82, U+tv: 57) [15세이상·12세이상·19금] - 위라이크 (스카이라이프: 84, 지니TV: 146, Btv: 141) [15세이상·12세이상] - 유교TV방송 (지니TV: 242) - 육아방송 (스카이라이프: 166, 지니TV: 217, Btv: 250, U+tv: 252) [12세이상] - 이데일리TV (스카이라이프: 153, 지니TV: 183, Btv: 155, U+tv: 166) - 이벤트TV (스카이라이프: 123, 지니TV: 145, Btv: 203, U+tv: 151) [12세이상] - 인디필름 (스카이라이프: 69, 지니TV: 105, Btv: 81, U+tv: 50) [15세이상·19금] - 중화TV (스카이라이프: 77, 지니TV: 110, Btv: 133, U+tv: 136) [15세이상·12세이상] - 지방자치TV (지니TV: 224, Btv: 265, U+tv: 253) - 채널A플러스 (스카이라이프: 110, 지니TV: 98, Btv: 101, U+tv: 84) [15세이상·12세이상·19금] - 채널i (지니TV: 165, Btv: 259, U+tv: 187) [12세이상] - 채널J (스카이라이프: 79, 지니TV: 108, Btv: 132, U+tv: 144) [15세이상·12세이상·19금] - 채널S (스카이라이프: 93, 지니TV: 44, Btv: 1, U+tv: 61) [15세이상] - 채널S 플러스 (지니TV: 259, Btv: 52, U+tv: 94) [15세이상·12세이상] - 채널U (스카이라이프: 78, 지니TV: 112, Btv: 136, U+tv: 142) [15세이상·12세이상] - 채널W (스카이라이프: 76, 지니TV: 116, Btv: 139, U+tv: 146) [15세이상·12세이상·19금] - 채널 나우 (스카이라이프: 74, 지니TV: 107, Btv: 130, U+tv: 140) [15세이상] - 채널 뷰 (스카이라이프: 89, 지니TV: 176, Btv: 111, U+tv: 96) [15세이상·12세이상] - 채널액션 (스카이라이프: 81, 지니TV:68, Btv: 85, U+tv: 54) [15세이상·12세이상·19금] - 채널 에버 (Btv: 112) [15세이상·12세이상] - 채널와이드 (지니TV: 130, Btv: 102, U+tv: 155) [15세이상·12세이상] - 채널이엠 (스카이라이프: 57, 지니TV·Btv: 93, U+tv: 89) [15세이상·12세이상] - 채널차이나 (스카이라이프: 80, 지니TV: 102, Btv·U+tv: 137) [15세이상] - 채널칭 (스카이라이프: 114, 지니TV: 258, Btv: 134, U+tv: 139) [15세이상·12세이상] - 카투니토 (지니TV: 989, Btv: 174, U+tv: 317) [15세이상·12세이상·7세이상] - 카툰 네트워크 (스카이라이프: 487, 지니TV: 991, Btv: 171, U+tv: 316) [15세이상·12세이상·7세이상] - 캐리TV (지니TV: 985, Btv: 184, U+tv: 300) [15세이상·12세이상·7세이상] - 캐치온1 (스카이라이프: 62, 지니TV: 193, Btv: 70, U+tv: 52) [15세이상·12세이상·19금] - 캐치온2 (스카이라이프: 63, 지니TV: 194, Btv: 71, U+tv: 53) [15세이상·12세이상·19금] - 컬쳐플러스 (스카이라이프: 101, 지니TV: 149, Btv: 126, U+tv: 157) [15세이상·12세이상] - 케이넷TV (지니TV: 221) - 코미디TV (스카이라이프: 53, 지니TV: 85, Btv: 92, U+tv: 77) [15세이상·12세이상] - 쿠키건강TV (스카이라이프: 162, 지니TV: 169, Btv: 255, U+tv: 176) [15세이상·12세이상] - 텔레노벨라 (스카이라이프: 75, 지니TV: 114, Btv: 138, U+tv: 143) [15세이상·12세이상] - 토마토증권통 (스카이라이프: 154, 지니TV: 185, Btv: 150, U+tv: 165) - 토마토집통 (지니TV: 188, Btv: 158, U+tv: 170) - 토마토클래식 (지니TV: 253, U+tv: 236) - 투니버스 (스카이라이프: 494, 지니TV: 996, Btv: 170, U+tv: 324) [15세이상·12세이상·7세이상] - 팍스경제TV (지니TV: 186, Btv: 154, U+tv: 168) [15세이상] - 펀TV (스카이라이프: 83, 지니TV: 71, Btv: 69, U+tv: 60) [15세이상·12세이상] - 폴라리스TV (지니TV: 226, Btv: 229, U+tv: 134) [15세이상·12세이상] - 하이라이트TV (스카이라이프: 82, 지니TV: 74, Btv: 42, U+tv: 68) [15세이상] - 한국낚시방송 (스카이라이프: 120, 지니TV: 121, Btv: 224, U+tv: 122) [15세이상·12세이상] - 헬스메디TV (스카이라이프: 134, 지니TV: 215, Btv: 254, U+tv: 175) [15세이상·12세이상] - 히스토리 (스카이라이프: 105, 지니TV: 141, Btv: 271, U+tv: 218) [15세이상·12세이상] - U+무비플러스 (U+tv: 43) [15세이상] - U+투데이 (U+tv: 999) [15세이상] | - KBS1 (지상파: 채널 9) [15세이상·12세이상·7세이상] - KBS2 (지상파: 채널 7) [15세이상·12세이상·7세이상] - MBC (지상파: 채널 11) [15세이상·12세이상·7세이상] - SBS (지상파: 채널 5) [15세이상·12세이상·7세이상] - EBS1 (지상파) (스카이라이프: 3, 지니TV·Btv: 13, U+tv: 14) [15세이상·12세이상·7세이상] - EBS2 (지상파) (IPTV - 지니TV·Btv·U+tv: 95) [15세이상·12세이상·7세이상] - OBS (지상파·수도권) (스카이라이프: 30, 지니TV·U+tv: 26, Btv: 25) [15세이상·12세이상] - JTBC (종합편성) (스카이라이프: 4, IPTV - 지니TV·Btv·U+tv: 15) [15세이상·12세이상] - MBN (종합편성: 채널 16) [15세이상·12세이상] - TV조선 (종합편성) (스카이라이프: 18, 지니TV·U+tv: 19, Btv: 20) [15세이상·12세이상] - 채널A (종합편성) (스카이라이프: 13, IPTV - 지니TV·Btv·U+tv: 18) [15세이상·12세이상] - YTN (보도전문) (스카이라이프·Btv: 0, 지니TV·U+tv: 24) - 연합뉴스TV (보도전문: 채널 23) - ABC Australia (호주) [지니TV 298] - Animal Planet (미국) [스카이라이프: 103, 지니TV: 294, U+tv: 227] - BBC Earth (영국) [스카이라이프: 106, 지니TV: 172, Btv: 272, U+tv: 217] - BBC Lifestyle (영국) [U+tv: 223] - BBC News (영국) [스카이라이프: 173, 지니TV: 300, Btv: 162, U+tv: 201] - Bloomberg (미국) [지니TV: 304, Btv: 164, U+tv: 203] - CBeebies (영국) [지니TV: 977, U+tv: 303] - CCTV4 (중국) [스카이라이프·지니TV: 295, Btv: 274, U+tv: 208] - CGTN (중국) [스카이라이프: 174, 지니TV: 302, Btv: 163, U+tv: 206] - CNA (싱가포르) [Btv 165] - CNBC (미국) [지니TV: 197, U+tv: 202] - CNN International (미국) [스카이라이프: 172, 지니TV: 299, Btv: 160, U+tv: 200] - CNN US (미국) [U+tv: 204] - Discovery Channel (미국) [스카이라이프: 124, 지니TV: 291, Btv: 118, U+tv: 194] - Discovery Science (미국) [스카이라이프: 102, 지니TV: 296] - DW-TV Asia+ (독일) [지니TV: 200] - Euro News (유럽) [지니TV: 301] - Eurosport (유럽) [스카이라이프: 217, 지니TV: 119, Btv: 967, U+tv: 114] - FIGHT SPORTS (미국) [스카이라이프: 216] - Fox News (미국) [스카이라이프: 171, 지니TV: 195, Btv: 166] - France 24 (프랑스) [Btv: 279] - HGTV (미국) [지니TV: 173, U+tv: 221] - HITS (미국) [지니TV: 293, U+tv: 147] - InUltra (영국) [Btv: 125, U+tv: 972] - Love Nature (캐나다) [U+tv: 226] - Museum TV (프랑스) [U+tv: 225] - NHK WORLD JAPAN (일본) [Btv: 277, U+tv: 207] - NHK World Premium (일본) [스카이라이프: 175, 지니TV: 297, Btv: 275, U+tv: 209] - Outdoor Channel (미국) [U+tv: 220] - Smithsonian Channel (미국) [스카이라이프: 104, Btv: 273] - Stingray CMusic (영국) [스카이라이프: 306, Btv: 209, U+tv: 233] - TV5MONDE (프랑스) [지니TV: 306, Btv: 276, U+tv: 210] - ZooMoo (미국) [지니TV: 961] - 다빈치러닝 (독일) [지니TV: 969, U+tv: 345] - 셀레스티얼 무비 (중국) [Btv: 83, U+tv: 56] - 아리랑국제방송 (영어) [스카이라이프: 176, 지니TV: 166, Btv: 256, U+tv: 205] |

### SO
| - iTV 비즈니스정보채널 - Sky KBS Green - EBS 플러스3 - SBS 위성스포츠 - 포유스포츠(4USports) - SBS 위성골프 - 포유골프(4UGolf) - OSB 자격증TV - 스탁인터랙TV - MBS 한국매일방송 - JTBC3 폭스 스포츠 - J골프 - boxtv | - SPACE TV - 스마트 티브이 - Star network - 소비자채널 - 동아경매정보TV - GTV 파이낸셜 - OCN classic - 원불교TV(wbs) - 중국연합TV 씨유TV(CUTV) - On&On 온앤온 - GbsTV - 퍼즐TV - TNT - TNT SPORTS - truTV 코리아 - CNBC KOREA - Oh!K - 드림라이프 - CNlife - WarnerTV | - 리서치TV - 태권도TV - 피플채널 - ehd - DCN 플러스 - 온바둑 - GOGOTV - GOGO바둑 - 연합Infomax-TV - 자동차방송 채널A - 피플앤피플 - 소비자생활정보 - M1 - 패션TV - SKYCH[V]Korea - GBC(지구촌방송) - SKY HD MOVIE - SKYMUSIC - LIFE다큐 - W(더블유) NCS 미디어 - BizTV - 행복이 가득한 채널 - Drama TV - SIA 채널 - SportvN 등이 있으며, 가상방송국들도 존재하지만 실제로는 나오지 않는다. |

대한민국 방송법에서는 종합유선방송사업자라고 정의되어 있다. 전국에 시·군·구별로 위치한 99개사가 있다. 이들 케이블TV 방송국은 사업자 간 수평적 결합으로 인해 복합소유의 MSO(Multi System Operator) 들이 늘어가고 있다.
강원도,제주도,울산,대전은 동일권역내에 단일케이블 사업자지역이다.
| - SK브로드밴드 (케이블) - LG헬로비전 - CMB - HCN - 딜라이브 - HBC 하나방송 - NIB 남인천방송 - ABN 아름방송 - JCN 울산중앙방송 - CCS충북방송 - SCS 서경방송 - KCN금강방송 - KCTV 제주방송 - KCTV 광주방송 - GCS 푸른방송 |

### NO (전국: 위성방송, IPTV)
- 스카이라이프 (스카이가이드: 505)
- KT (지니TV 포커스프라임: 115, 채널 키즈랜드: 960, 지니TV 가이드: 997)
- LG유플러스 (U+무비플러스: 43, U+투데이: 999)
- SK브로드밴드 (IPTV - Btv 투데이: 50, 999)